# Riau-riau
Por Riau-riau se nombran hasta tres cosas distintas, todas relacionadas con las fiestas de San Fermín que se celebran cada año entre el 6 y el 14 de julio en Pamplona, capital de la Comunidad Foral de Navarra. En ocasiones se denomina Riau-Riau a una pieza musical, un vals para banda que con el título de "La alegría en San Fermín" compuso el músico pamplonés Miguel Astráin a fines del siglo XIX y que vulgarmente se conoce como "Vals de Astráin". También se denomina Riau-Riau la antigua Marcha a Vísperas de la corporación municipal de Pamplona a las 16:30 h. del 6 de julio, un recorrido a pie entre la Casa Consistorial hasta la iglesia de San Lorenzo donde se ubica la capilla de San Fermín, para asistir a la solemne función religiosa de las vísperas, y que tradicionalmente era acompañada por la interpretación del Vals de Astráin por la banda que acompañaba a los corporativos. La denominación Riau-Riau para la Marcha a Vísperas procede de la costumbre, nacida entre 1911 y 1914 de la mano de Premín de Iruña, de corear con el grito "¡riau, riau!" cada estrofa del vals, y de bailar delante de la corporación entorpeciendo su marcha.[cita requerida] A partir de los años 1970 se llegó a tal grado de concentración de público que impedía la marcha que esta se tuvo que suspender varias veces, y en otras ocasiones a la Corporación municipal le costó varias horas llegar a la iglesia. En 1990 es la última ocasión en que la Corporación, aunque solo una parte de ella, logró llegar a la iglesia de San Lorenzo a pie para celebrar las vísperas. En 1991 el Riau-Riau degenera en disturbios que producen varios heridos, entre ellos el alcalde, que obliga a su suspensión. La persistencia de actuaciones violentas durante los años anteriores lleva a la decisión, en 1992, de eliminar la Marcha a Vísperas del programa de fiestas. La función de vísperas se celebra a hora fija, las 20:00 h., y los corporativos acuden a la iglesia en coche. En dos ocasiones, 1996 y 2012, se introdujo de nuevo la Marcha a Vísperas en el programa y se hizo el intento de celebrar el acto como antaño, pero ambos intentos fueron frustrados dado que algunos participantes intentaron agredir violentamente a los corporativos y hubo de suspenderse.

## En la actualidad
A partir de 1992 varios colectivos ciudadanos patrocinan la recuperación del Riau-Riau y organizan una marcha, en la que ya no participa la corporación municipal, a lo largo del recorrido de la antigua Marcha a Vísperas, acompañada por una banda de música -en los últimos años La Pamplonesa, la misma que acompañaba a la Corporación, que repite una y otra vez el Vals de Astráin mientras el público baila. Esta nueva tradición sustitutiva también recibe actualmente la denominación de Riau-Riau. Esta tradición sustitutiva se organizaba entre la Peña Mutilzarra y la Asociación de Jubilados, aunque en los últimos años es la Peña Mutilzarra la que solicita, año tras año al ayuntamiento, el permiso para la celebración del acto con presencia de La Pamplonesa.
Entre la ciudadanía de Pamplona no hay acuerdo sobre si es correcto darle esa denominación, o si debería reservarse solamente para la antigua Marcha a Vísperas, y si debería recuperarse esta, pero lo cierto es que después de veinte años se va convirtiendo en una tradición en sí misma.

## El Vals de Astráin
La partitura de la melodía, de la que se desconoce la fecha exacta de composición, era ya tocada por la banda de la Casa de Misericordia de Pamplona de la que Astráin era director desde 1883, a la que en 1928 se le añadió la letra escrita por María Isabel Hualde Redín.

LETRA

A las 4, el 6 de julio

Pamplona gozando va

pasando calles y plazas

las vísperas a cantar

al glorioso San Fermín

patrón de esta gran ciudad

que los pamplonicas aman

con cariño sin igual.

Delante van

chiquillos mil

con miedo atroz gritan: ¡Aquí!

un cabezón viene detrás

dando vergazos y haciendo chillar

(¡¡Riau-Riau!!)

Detrás vienen los muchachos

en un montón fraternal

empujando a los gigantes

con alegría sin par

porque llegaron las fiestas

de esta gloriosa ciudad

que son en el mundo entero

una fiesta sin igual.

(¡¡Riau-Riau!!)

Los mozos de blusa

que son los que dan animación

con los pollos-pera

van todos unidos en montón.

Los de la Pamplonesa

detrás vienen tocando

van a honrar a su patrón.

Toda la ciudad

con movimiento contemplando está

la gran caravana

que gozosa a San Lorenzo va.

Los del Ayuntamiento

con mazas y timbales

van a honrar a San Fermín.

(¡¡Riau-Riau!!)